# المرقب (بانياس)
المرقب قرية تتبع ناحية قرى مركز بانياس في منطقة بانياس التابعة لمحافظة طرطوس. تقع بجوارها قلعة المرقب التاريخية.